# Dennis van Niekerk
Pour les articles homonymes, voir van Niekerk.
Dennis van Niekerk et un coureur cycliste sud-africain né le 19 octobre 1984 à Kroonstad.

## Biographie
Dennis van Niekerk naît le 19 octobre 1984 à Kroonstad en Afrique du Sud.
Il est recruté en 2011 par l'équipe MTN Qhubeka, devenue MTN-Qhubeka deux ans plus tard. En 2012, il termine 4e du Tour de Langkawi. L'année suivante, il termine 9e de cette même course.

## Palmarès
- 2007
  - Berg en Dale Classic
- 2009
  - 2e du Tour du Cap III
  - 3e du Powerade Dome 2 Dome Cycling Spectacular
- 2010
  - Classement général du Tour de Luzon
- 2013
  - 5e étape du Tour de Corée (contre-la-montre par équipes)

## Classements mondiaux
| Année           | 2008 | 2009 | 2010 | 2011 | 2012 | 2013 | 2014 |
| --------------- | ---- | ---- | ---- | ---- | ---- | ---- | ---- |
| UCI Africa Tour | 149e | 63e  |      |      |      |      |      |
| UCI Asia Tour   |      | 239e |      | 82e  | 221e | 220e | 245e |